# Arbelos

Arbelos mit flächengleichem Kreis

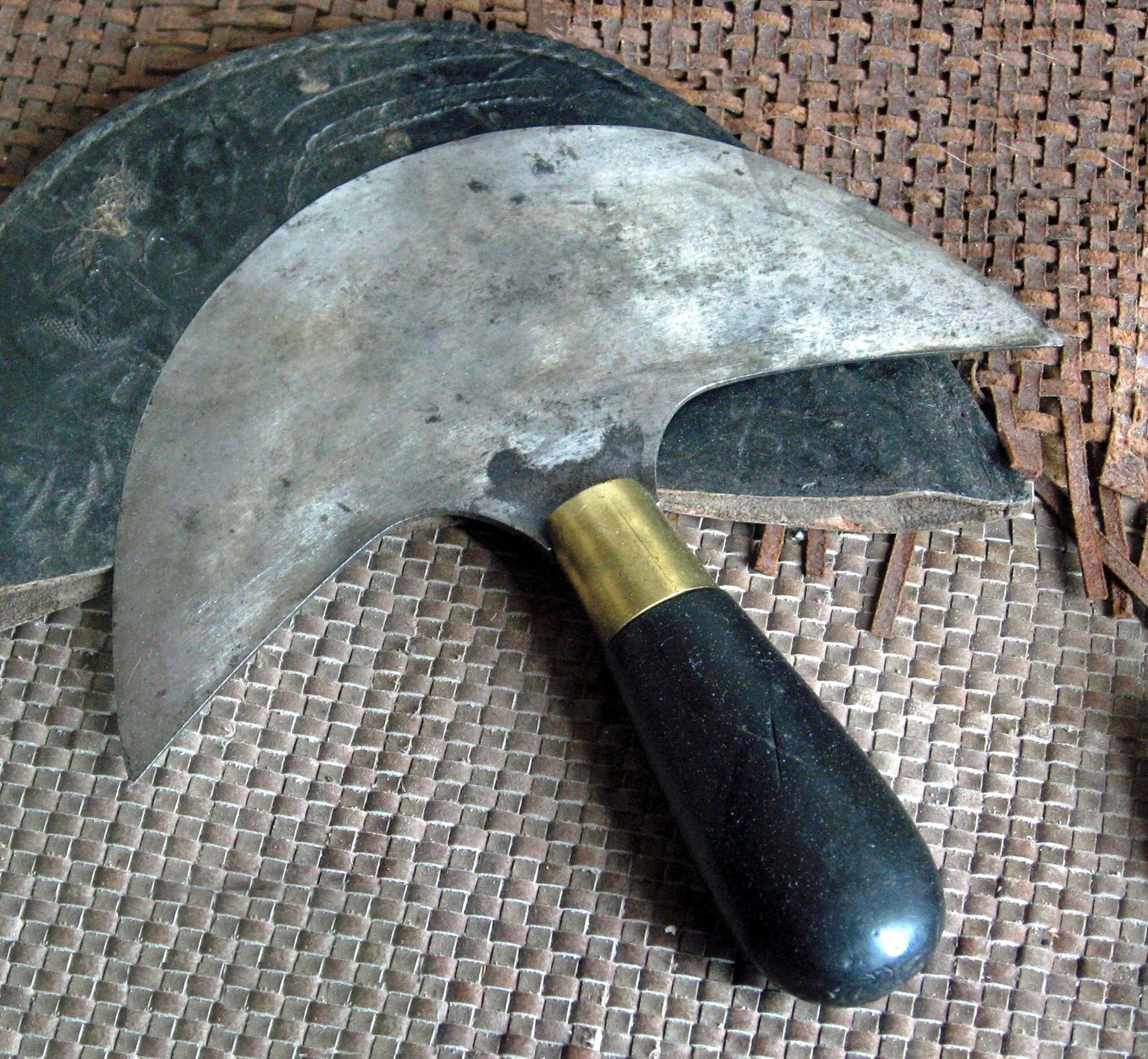
Das namengebende Schustermesser

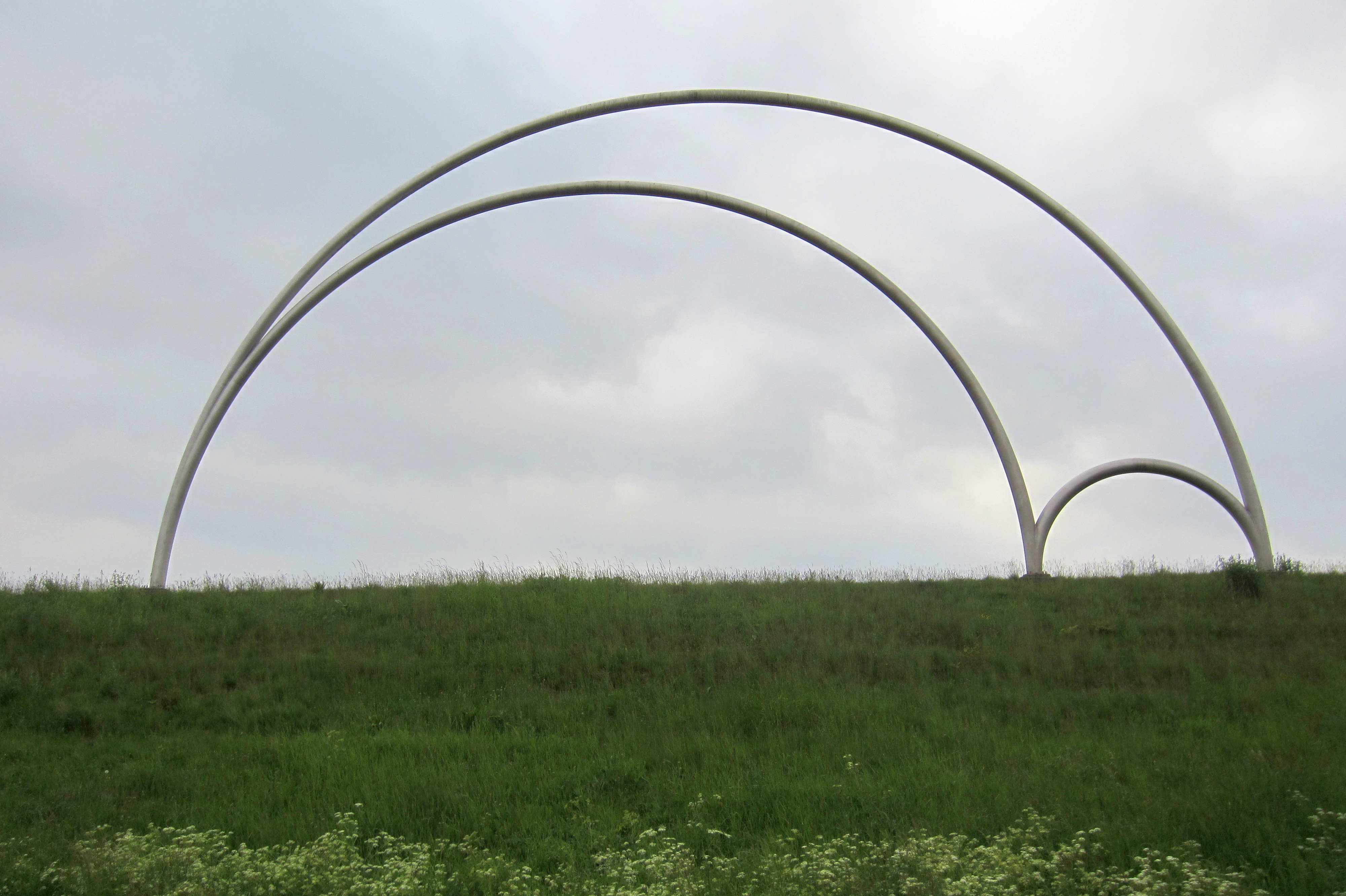
Arbelos-Skulptur in Kaatsheuvel, Niederlande

Der Arbelos (griechisch Άρβυλος Arbylos für „Schustermesser“) oder die Sichel des Archimedes ist eine spezielle, von drei Halbkreisen begrenzte geometrische Figur. Der berühmte griechische Mathematiker Archimedes soll die Eigenschaften des Arbelos untersucht und in seinem Buch der Lemmata beschrieben haben.

## Beschreibung und Eigenschaften
Auf dem Durchmesser {\displaystyle AB} eines Halbkreises (siehe obiges Bild) wählt man einen Punkt {\displaystyle D} und errichtet dann Halbkreise über {\displaystyle AD} und {\displaystyle DB}. Die sichelförmige Restfigur, die entsteht, wenn man die Halbkreise über {\displaystyle AD} und {\displaystyle DB} aus dem Halbkreis über {\displaystyle AB} entfernt, wird als Arbelos bezeichnet.
Errichtet man im Punkt {\displaystyle D} eine Senkrechte zum Durchmesser {\displaystyle AB}, so schneidet diese den zugehörigen Halbkreis in {\displaystyle C}. Zu den bekanntesten Aussagen über den Arbelos gehört nun, dass die Fläche des Kreises mit Durchmesser {\displaystyle CD} der Fläche des Arbelos entspricht. Dabei gilt:
{\displaystyle F_{\text{Arbelos}}=F_{\text{Kreis}}={\frac {\pi \cdot |AD|\cdot |DB|}{4}}}

### Beweise

#### Anhand expliziter Flächenberechnungen
Man zeichne das Hilfsdreieck {\displaystyle ABC}. Nach dem Satz des Thales ist das Dreieck rechtwinklig und die Seite {\displaystyle AB} seine Hypotenuse, bestehend aus den Abschnitten {\displaystyle AD} und {\displaystyle DB}. Nach dem Höhensatz des Euklid ist das Quadrat über der Höhe des Dreiecks {\displaystyle ABC} gleich dem Produkt der beiden Hypotenusen-Abschnitte:
{\displaystyle |DC|^{2}=|AD|\cdot |DB|}
Der Kreis, dessen Durchmesser durch {\displaystyle D} und {\displaystyle C} geht, habe den Radius {\displaystyle r}. Die Höhe des Dreiecks ist also {\displaystyle 2r}.
Die Strecke {\displaystyle AB} ist der Durchmesser des großen Halbkreises. Nennt man den Radius des kleineren Halbkreises {\displaystyle a} und denjenigen des kleinsten Halbkreises {\displaystyle b}, so ist {\displaystyle |AB|=2a+2b}. Der Radius des großen Halbkreises ist demnach die Hälfte von {\displaystyle 2a+2b}, also {\displaystyle a+b}.
Nach dem Höhensatz des Euklid gilt: {\displaystyle (2r)^{2}=2a\cdot 2b}, also {\displaystyle r^{2}=a\cdot b}.
Mit algebraischen Methoden (also abstraktem Ausrechnen – diese standen den Griechen noch nicht zur Verfügung) sieht man schnell, dass die Behauptung stimmt (man gewinnt jedoch keinerlei Einsichten, warum das so ist). Der Flächeninhalt {\displaystyle F} des Arbelos ist gleich dem Flächeninhalt des großen Halbkreises minus dem Flächeninhalt der beiden kleinen Halbkreise:
{\displaystyle {\begin{aligned}F_{\text{Arbelos}}&={\frac {1}{2}}\pi (a+b)^{2}-\left({\frac {1}{2}}\pi a^{2}+{\frac {1}{2}}\pi b^{2}\right)={\frac {1}{2}}\pi (a+b)^{2}-{\frac {1}{2}}\pi \left(a^{2}+b^{2}\right)=\\&={\frac {1}{2}}\pi \left(a^{2}+2ab+b^{2}-a^{2}-b^{2}\right)={\frac {1}{2}}\pi \cdot 2ab=\pi \cdot a\cdot b\end{aligned}}}
Der Flächeninhalt des Kreises, der durch {\displaystyle D} und {\displaystyle C} geht, ist {\displaystyle r^{2}\pi }. Wie oben gezeigt, gilt nach dem zweiten Satz des Euklid {\displaystyle r^{2}=a\cdot b}. Es kann also in der Formel für den Flächeninhalt des Arbelos statt {\displaystyle a\cdot b} nunmehr {\displaystyle r^{2}} eingesetzt werden, somit ergibt sich:
{\displaystyle F_{\text{Arbelos}}=\pi \cdot r^{2}}.
Damit ist bewiesen, dass der Flächeninhalt des Arbelos gleich demjenigen des Kreises ist, der durch {\displaystyle D} und {\displaystyle C} geht.

#### Visueller Beweis der Flächengleichheit
Der folgende besonders einfache Beweis der Flächengleichheit verwendet eine Verallgemeinerung des Satzes von Pythagoras auf ähnliche Figuren und benötigt keine Flächenformeln oder explizite Flächenberechnungen.

### Weitere Eigenschaften

Arbelos

Verschachtelte Arbeloskonstruktionen, die beiden grauen Halbkreise sind gleich groß

Die Länge des großen Bogens entspricht der Summe der Längen der beiden kleineren Bögen, also:
{\displaystyle |{\widehat {AB}}|=|{\widehat {AD}}|+|{\widehat {DB}}|}
Dementsprechend gilt auch, dass der Umfang des großen Halbkreises der Summe der Umfänge der beiden kleineren Halbkreise entspricht.
Der zum Arbelos flächengleiche Kreis mit Durchmesser {\displaystyle CD} schneidet den Halbkreis über {\displaystyle AD} in {\displaystyle G} und den Halbkreis über {\displaystyle DB} in {\displaystyle F}. Diese beiden Schnittpunkte haben eine Reihe besonderer Eigenschaften, so ist ihre Verbindungsstrecke {\displaystyle FG} ein weiterer Durchmesser des Kreises und das Sehnenviereck {\displaystyle CGDF} ist ein Rechteck, dessen Diagonalen die Strecken {\displaystyle CD} und {\displaystyle FG} sind. Außerdem liegt die Verbindungsstrecke {\displaystyle FG} auf der gemeinsamen (äußeren) Tangente der Halbkreise über {\displaystyle AD} und {\displaystyle DB} und der Punkt {\displaystyle G} liegt auf der Strecke {\displaystyle AC} sowie der Punkt {\displaystyle F} auf der Strecke {\displaystyle BC}.
Teilt man den Arbelos entlang der Senkrechten {\displaystyle CD}, so lässt sich für beide Teile je ein einbeschriebener Kreis konstruieren, der jeweils die Senkrechte, den äußeren Halbkreis und den jeweiligen inneren Halbkreis berührt (Spezialfall des Apollonischen Problems). Diese beiden Kreise besitzen den gleichen Radius {\displaystyle r} mit
{\displaystyle r={\frac {|AD|\cdot |DB|}{2(|AD|+|DB|)}}}
und werden als Zwillingskreise des Archimedes bezeichnet.
Das von dem Berührungspunkt {\displaystyle D} der beiden inneren Halbkreise und den Mitten {\displaystyle G}, {\displaystyle F}, {\displaystyle H} der drei Halbkreisbögen gebildete Viereck ist ein Rechteck und seine Fläche beträgt:
{\displaystyle F_{DGFH}={\frac {2}{\pi }}F_{\text{Arbelos}}}
Führt man mit den beiden inneren Halbkreisen eines Arbelos erneut eine Arbeloskonstruktion durch, die ähnlich zum Ausgangsarbelos ist, dann sind die beiden neuen inneren Halbkreise mit dem gemeinsamen Punkt {\displaystyle D} flächengleich.

## Varianten und Verallgemeinerungen

### Andere Kurven anstatt Halbkreise

Beispiel für einen f-belos

Das Konstruktionsprinzip des Arbelos kann man auch mit anderen Kurven anstatt mit Halbkreisen durchführen. Ersetzt man die Halbkreise durch Parabelsegmente, so wird die entstehende Figur als Parbelos bezeichnet.
Eine Verallgemeinerung, die sowohl den Arbelos als auch den Parbelos umfasst, ist der f-belos, der zur Konstruktion (ähnliche) Segmente differenzierbarer Funktionen verwendet.

### Verallgemeinerung des Arbelos und des Salinons

Verallgemeinerung des Arbelos und des Salinons des Archimedes mithilfe des flächengleichen Kreises

Wolfgang Zeuge fand Mitte der 1980er Jahre den im Folgenden beschriebenen Satz. Wie er in seinem Buch anmerkt, konnte er diesen weder in der Literatur noch im Internet finden.

„Der verallgemeinerte Arbelos (oder Salinon) ist die von vier Halbkreisen, deren Mittelpunkte auf der Geraden AB liegen, begrenzte [grüne] Fläche [s. Abbildung]. Er ist flächengleich zu dem Kreis, dessen Durchmesser {\displaystyle d_{max}} die maximale senkrechte Verbindung von den kleinen Halbkreisen zu dem großen Halbkreis ist.“

#### Konstruktion
Es beginnt mit den Ziehen der Halbkreise mit den Radien {\displaystyle a,b} und {\displaystyle c} auf einer Halbgeraden aneinandergereiht ab dem Punkt {\displaystyle A} um deren Mittelpunkte {\displaystyle M_{a},M_{b}} und {\displaystyle M_{c}}. Für {\displaystyle c} wählt man einfachheitshalber {\displaystyle c<a}, dies ist aber keine Bedingung. Dabei ergibt sich der Durchmesser {\displaystyle |AB|} des großen Halbkreises. Es folgt die Halbierung von {\displaystyle |AB|} in {\displaystyle M_{r}} mit dem Einzeichnen des Halbkreises mit Radius {\displaystyle r=a+b+c}. Für den damit erzeugten Flächeninhalt {\displaystyle F_{vA}} des verallgemeinerten Arbelos (oder Salinon) gilt:
{\displaystyle {\begin{aligned}\;F_{vA}&={\frac {\pi }{2}}\left(r^{2}-a^{2}+b^{2}-c^{2}\right)\\&={\frac {\pi }{2}}\left(\left(a+b+c\right)^{2}-a^{2}+b^{2}-c^{2}\right)\\&=\pi \left(b^{2}+ab+ac+bc\right).\end{aligned}}}

Konstruktionsskizze: Arbelos (oder Salinon), Verallgemeinerung

Es geht weiter mit dem Bestimmen des Schnittpunktes {\displaystyle S} auf dem Durchmesser {\displaystyle |AB|} für den darauf senkrecht stehenden Durchmesser {\displaystyle |DC|}. Wegen des gewählten Radius {\displaystyle c<a} liegt {\displaystyle S} zwischen den Mittelpunkten {\displaystyle M_{r}} und {\displaystyle M_{b}}.
Wolfgang Zeuge beschreibt nicht explizit dessen Konstruktion mit Zirkel und Lineal. Der Punkt {\displaystyle S} wird deshalb nach der elementaren Konstruktion eines Riemenantriebs (siehe Konstruktionsskizze) mithilfe des Satz des Thales erläutert.
Hierzu wird der Radius {\displaystyle c} auf den Durchmesser {\displaystyle |AB|} ab {\displaystyle A} übertragen und anschließend der Halbkreis um die Mittelpunkte {\displaystyle M_{a}} mit Radius {\displaystyle |M_{a}E|} gezogen, bis er {\displaystyle |AB|} in {\displaystyle F} schneidet. Es folgt die Halbierung der Strecke {\displaystyle {\overline {M_{a}M_{c}}}} in {\displaystyle G} und das Ziehen des Thaleskreises über {\displaystyle {\overline {M_{a}M_{c}}}} mit Schnittpunkt {\displaystyle H}. Eine Halbgerade ab {\displaystyle M_{a}} durch {\displaystyle H} bringt den Schnittpunkt {\displaystyle I}, eine zweite Halbgerade ab {\displaystyle M_{c}} erzeugt den Schnittpunkt {\displaystyle J}. Nach dem Verbinden des Punktes {\displaystyle I} mit {\displaystyle J} wird die Strecke {\displaystyle {\overline {IJ}}} in {\displaystyle M_{d}} halbiert. Das Errichten einer Senkrechten auf den Durchmesser {\displaystyle |AB|} durch {\displaystyle M_{d}} liefert den Schnittpunkt {\displaystyle S} sowie den Durchmesser {\displaystyle |CD|} des gesuchten Kreises. Der Flächeninhalt des Kreises {\displaystyle CJDI} (gelb, siehe Beweisskizze) ist gleich dem des Arbelos (oder Salinons) (grün).

#### Beweis

Beweisskizze: Arbelos (oder Salinon), Verallgemeinerung

Da der Punkt {\displaystyle S} bereits konstruktiv ermittelt wurde und somit auch die Länge {\displaystyle x=|M_{r}S|} bekannt ist, sei hier nur hingewiesen auf die hergeleitete Formel der Länge {\displaystyle x}:
{\displaystyle x={\frac {r\left(a-c\right)}{b+r}}}
In der nebenstehenden Beweisskizze ist zu erkennen, dass die Radien {\displaystyle r} und {\displaystyle b} zueinander parallel verlaufen und damit die ähnlichen rechtwinkligen Dreiecke {\displaystyle M_{r}SD} und {\displaystyle M_{b}SC} bilden. Aus diesen beiden ähnlichen Dreiecken gewinnt man die zwei folgenden Gleichungen:
{\displaystyle d_{\text{max}}=|CD|=|SD|\cdot {\frac {b+r}{r}}}
und
{\displaystyle |SD|={\sqrt {r^{2}-x^{2}}}.}
Nach dem Einsetzen und Vereinfachen gilt für den Flächeninhalt {\displaystyle F_{K}} des Kreises:
{\displaystyle {\begin{aligned}\;F_{K}&={\frac {\pi }{4}}\cdot (d_{\text{max}})^{2}\\&={\frac {\pi }{4}}\cdot {\frac {\left(b+r\right)^{2}}{r^{2}}}\cdot \left(r^{2}-{\frac {r^{2}\left(a-c\right)^{2}}{\left(b+r\right)^{2}}}\right)\\&={\frac {\pi }{4}}\cdot \left(\left(b+r\right)^{2}-\left(a-c\right)^{2}\right)\\&={\frac {\pi }{4}}\cdot \left(\left(a+2b+c\right)^{2}-\left(a-c\right)^{2}\right)\\&={\frac {\pi }{4}}\cdot \left(a^{2}+4b^{2}+c^{2}+4ab+2ac+4bc-a^{2}+2ac-c^{2}\right)\\&=\pi \cdot \left(b^{2}+ab+ac+bc\right),\end{aligned}}}
womit der Satz bewiesen ist.